# Gustav von Nostitz-Wallwitz
Gustav von Nostitz-Wallwitz (* 4. Oktober 1789 in Dresden; † 5. Dezember 1858 ebenda) war ein sächsischer Generalleutnant und Kriegsminister.

## Leben
Seine Eltern waren der sächsische Kanzler Johann August Ernst von Nostitz-Ullersdorf (* 1751; † 1823) auf Groß Radisch in der Oberlausitz und dessen Ehefrau Erdmunde Friederike († 1847), geborene von Raussendorff.
Nostitz wurde auf der Dresdner Kadettenschule ausgebildet und 1803 Sousleutnant in der Sächsischen Armee. Als solcher nahm er 1809 im Leib-Grenadier-Regiment an der Schlacht bei Wagram teil und wurde mit dem Militär-St.-Heinrichs-Orden ausgezeichnet. 1826 war er in Oschatz als Oberstleutnant und Brigadier der Halbbrigade Leichter Infanterie stationiert. Er avancierte bis 1836 zum Generalmajor und war von 1839 bis 1846 als Generalleutnant Kriegsminister.
Nach seiner Verabschiedung lebte er auf dem Gut Schweikershain. Als gewählter Abgeordneter der Rittergutsbesitzer der Oberlausitz (benannt wird er als Besitzer von Wendisch-Sohland) gehörte Nostitz-Wallwitz 1848 und 1850/51 der I. Kammer des Sächsischen Landtags an.

## Familie

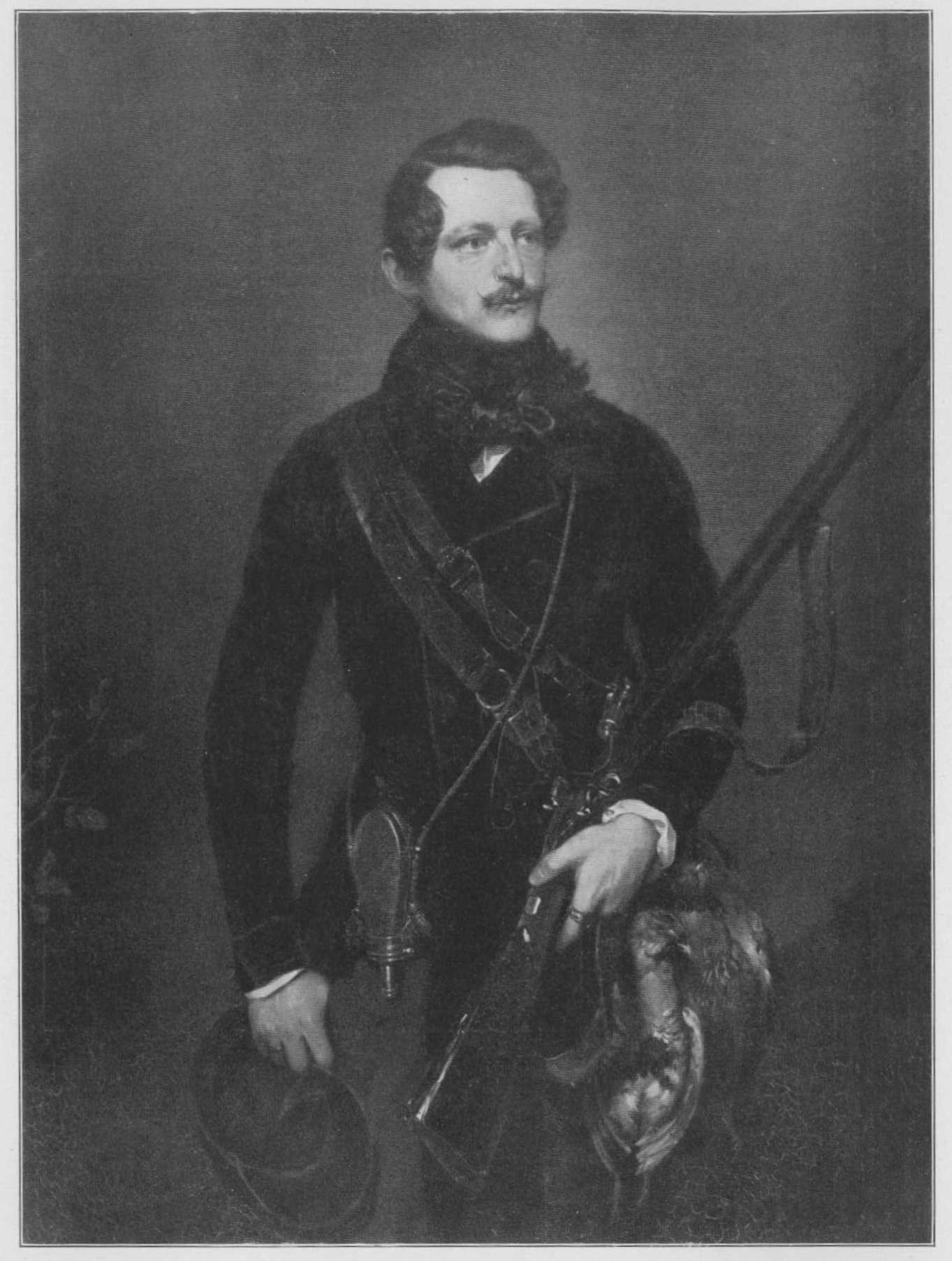
Oswald von Schönberg (Schwiegersohn)

Er heiratete am 1. Juni 1820 in Schweikershain Albertine Gräfin von Wallwitz (1797–1861), Erbin des Rittergutes Schweikershain, deren Familiennamen er dem seinen hinzufügte, wodurch die Linie Nostitz-Wallwitz entstand.
Das Paar hatte folgende Kinder:
- Hermann (1826–1906), sächsischer Minister
 ⚭ Ida von Arnim
- Gustav (1827–1903), sächsischer Kammerherr
 ⚭ Sidonie Senfft von Pilsach (1832–1856)
 ⚭ Helene von Knobelsdorff (1842–1863)
 ⚭ Lucie von Knobelsdorff (1843–1922)
- Oswald (1830–1885), sächsischer Wirklicher Geheimrat ⚭ Anna Wilkens von Hohenau (1842–1923)
- Ida (1823–1878)[6] ⚭ 1841 Oswald von Schönberg (1809–1895), aus Schloss Reinsberg[7]
- Emma (1821–1900)
 ⚭ Heinrich Otto von Erdmannsdorf (1815–1888)